# Пронина, Тамара Ивановна
Тамара Ивановна Пронина (4 апреля 1946, Задонск — 29 декабря 2005, Красноярск) — советская, российская оперная певица, заслуженная артистка России. В 1977—2005 годах — солистка Красноярского государственного театра оперы и балета.

## Биография
Тамара Ивановна Пронина родилась 4 апреля 1946 года в Задонске (ныне — Липецкой области). Детство и юность провела в селе Хреново́м Бобровского района Воронежской области.
Окончила школу с золотой медалью. Окончила факультет романо-германской филологии Воронежского государственного университета по специальности «филология», преподавательница немецкого языка. Брала уроки в вечерней музыкальной школе. В 1977 году окончила Киевскую консерваторию (класс народной артистки Украинской ССР Лилии Лобановой). В 1977—2005 годах — солистка оперной труппы Красноярского государственного театра оперы и балета. Заслуженная артистка России (1999).
Обладала выдающимся по красоте, силе, объёму, тембровой насыщенности, «тёмным», с хорошими верхами голосом. Пела партии ярко выраженного драматического сопрано.
Помимо исключительных вокальных данных, превносила в исполняемые партии отчётливо выраженное интеллектуальное начало.
Первая исполнительница партии Офелии в опере Сергея Слонимского «Гамлет»; первая исполнительница ряда вокальных циклов красноярских композиторов Олега Проститова, Владимира Пономарёва, Э. Маркаича. Первая премия на фестивале «Театральная весна» за партию Тоски (Красноярск, 1994 год).
Работала с дирижёрами Илмаром Лапиньшем, Йозефом Станеком (Чехия), Чи Кван Юн (Chi Kwang Yun) (Южная Корея).
Длительное время сотрудничала с ансамблем русских народных инструментов «Лель».
Гастролировала за рубежом — в Австрии, Германии, Монголии, на Украине, в Польше, Южной Корее.
«…Не передать словами, сколько страстных и нежных чувств, сколько грусти и горькой мудрости вложила Тамара в свою Татьяну Ларину. Голос её звучал тогда (и звучит сегодня) во всей своей эмоциональной силе и тембровой красоте»
Скончалась в Красноярске 29 декабря 2005 года после тяжёлой и продолжительной болезни.
Похоронена на Бадалыкском кладбище города Красноярска.

## Избранные партии
Лучшие партии: Турандот («Турандот»), Мария («Мазепа»), Лиза («Пиковая дама»), Татьяна («Евгений Онегин»);
партии: Тоска («Тоска»), Леонора («Трубадур»), Аида («Аида»), Баттерфляй («Мадам Баттерфляй»), Маргарита («Фауст»), Графиня («Женитьба Фигаро»), Микаэла («Кармен»), Параша («Мавра»), Бианка («Укрощение строптивой»), Недда («Паяцы»), Амелия («Бал-маскарад)», Дездемона («Отелло»), Лизетта («Тайный брак») и другие.
Первая исполнительница партии Офелии в опере Сергея Слонимского «Гамлет».